# Bahnstrecke Concord–Wells River
| Gesellschaft: | NEGS, PAR, WSR       |                                                |                                                |
| Streckenlänge: | 151,18 km            |                                                |                                                |
| Spurweite: | 1435 mm (Normalspur) |                                                |                                                |
| |                      |                                                |                                                |
| Gleise: | 1                    |                                                |                                                |
| \| \| \| \| \| \| \| \| von Nashua \| \| \| \| 0,00 \| Concord NH \| Concord NH \| \| \| \| nach White River Junction und Claremont \| \| \| \| \| Merrimack River \| \| \| \| 3,49 \| East Concord NH (früher Eastside) \| East Concord NH (früher Eastside) \| \| \| ? \| Sewalls Falls NH (früher Sewalls) \| Sewalls Falls NH (früher Sewalls) \| \| \| 10,93 \| North Concord NH (früher Boyce) \| North Concord NH (früher Boyce) \| \| \| 15,47 \| Canterbury NH \| Canterbury NH \| \| \| 21,23 \| Northfield NH \| Northfield NH \| \| \| \| von Franklin Junction \| \| \| \| ca. 29 \| Northfield NH (Eisenbahnmuseum) \| Northfield NH (Eisenbahnmuseum) \| \| \| 29,58 \| Tilton NH (früher Sanbornton Bridge) \| Tilton NH (früher Sanbornton Bridge) \| \| \| \| Winnipesaukee River (3×) \| \| \| \| \| Industrieanschluss \| \| \| \| 33,51 \| Belmont Junction NH \| Belmont Junction NH \| \| \| \| nach Belmont \| \| \| \| \| Winnipesaukee River \| \| \| \| 35,18 \| Lochmere NH (früher Union Bridge, East Tilton) \| Lochmere NH (früher Union Bridge, East Tilton) \| \| \| \| Lake Winnisquam \| \| \| \| 39,73 \| Winnisquam NH \| Winnisquam NH \| \| \| \| Winnipesaukee River \| \| \| \| 44,40 \| Laconia NH (früher Meredith Bridge) \| Laconia NH (früher Meredith Bridge) \| \| \| \| Winnipesaukee River \| \| \| \| 46,74 \| Lakeport NH (früher Lake Village) \| Lakeport NH (früher Lake Village) \| \| \| \| nach Alton Bay \| \| \| \| \| Winnipesaukee River \| \| \| \| \| Pickerel Cove \| \| \| \| \| Moultons Cove \| \| \| \| \| Straßenbahn Laconia (Endicott Street) \| \| \| \| 54,35 \| Weirs Beach NH (früher Weirs) \| Weirs Beach NH (früher Weirs) \| \| \| \| Maiden Lady Cove \| \| \| \| 60,67 \| Meredith NH (früher Meredith Village) \| Meredith NH (früher Meredith Village) \| \| \| ? \| New Hampton NH (früher Foggs Road) \| New Hampton NH (früher Foggs Road) \| \| \| 66,08 \| Winona NH \| Winona NH \| \| \| 73,68 \| Ashland NH (früher Holderness) \| Ashland NH (früher Holderness) \| \| \| \| Pemigewasset River \| \| \| \| 77,01 \| Bridgewater NH \| Bridgewater NH \| \| \| 82,49 \| Plymouth NH \| Plymouth NH \| \| \| \| nach Lincoln \| \| \| \| \| Baker River \| \| \| \| ? \| West Plymouth NH \| West Plymouth NH \| \| \| 91,09 \| Quincy NH \| Quincy NH \| \| \| \| Baker River \| \| \| \| 94,89 \| Rumney NH \| Rumney NH \| \| \| 99,84 \| West Rumney NH (früher Swainboro) \| West Rumney NH (früher Swainboro) \| \| \| \| Baker River \| \| \| \| 107,58 \| Wentworth NH \| Wentworth NH \| \| \| \| Baker River \| \| \| \| 113,67 \| Warren NH \| Warren NH \| \| \| 121,41 \| Glencliff NH (früher Warren Summit) \| Glencliff NH (früher Warren Summit) \| \| \| 129,20 \| Oliverian (früher East Haverhill NH) \| Oliverian (früher East Haverhill NH) \| \| \| 132,48 \| Pike NH \| Pike NH \| \| \| 136,78 \| Haverhill NH (früher Haverhill&Newbury) \| Haverhill NH (früher Haverhill&Newbury) \| \| \| 142,49 \| Blackmount NH (früher North Haverhill) \| Blackmount NH (früher North Haverhill) \| \| \| 146,13 \| Horse Meadow NH \| Horse Meadow NH \| \| \| \| von Groveton \| \| \| \| 150,63 \| Woodsville NH \| Woodsville NH \| \| \| \| Connecticut River \| \| \| \| \| Verbindung nach White River Junction \| \| \| \| 151,18 \| Wells River VT (Keilbahnhof) \| Wells River VT (Keilbahnhof) \| \| \| \| von White River Junction \| \| \| \| \| nach Montpelier \| \| \| \| \| nach Lennoxville \| \| |                      |                                                |                                                |
| |                      |                                                |                                                |
| Strecke |                      | von Nashua                                     | von Nashua                                     |
| Dienststation / Betriebs- oder Güterbahnhof | 0,00                 | Concord NH                                     | Concord NH                                     |
| Abzweig geradeaus und nach links |                      | nach White River Junction und Claremont        | nach White River Junction und Claremont        |
| Brücke über Wasserlauf |                      | Merrimack River                                | Merrimack River                                |
| ehemaliger Bahnhof | 3,49                 | East Concord NH (früher Eastside)              | East Concord NH (früher Eastside)              |
| ehemaliger Haltepunkt / Haltestelle | ?                    | Sewalls Falls NH (früher Sewalls)              | Sewalls Falls NH (früher Sewalls)              |
| ehemaliger Haltepunkt / Haltestelle | 10,93                | North Concord NH (früher Boyce)                | North Concord NH (früher Boyce)                |
| Dienststation / Betriebs- oder Güterbahnhof | 15,47                | Canterbury NH                                  | Canterbury NH                                  |
| ehemaliger Bahnhof | 21,23                | Northfield NH                                  | Northfield NH                                  |
| Abzweig geradeaus und ehemals von links |                      | von Franklin Junction                          | von Franklin Junction                          |
| Bahnhof | ca. 29               | Northfield NH (Eisenbahnmuseum)                | Northfield NH (Eisenbahnmuseum)                |
| Dienststation / Betriebs- oder Güterbahnhof | 29,58                | Tilton NH (früher Sanbornton Bridge)           | Tilton NH (früher Sanbornton Bridge)           |
| Brücke über Wasserlauf |                      | Winnipesaukee River (3×)                       | Winnipesaukee River (3×)                       |
| Abzweig geradeaus und nach rechts |                      | Industrieanschluss                             | Industrieanschluss                             |
| ehemaliger Haltepunkt / Haltestelle | 33,51                | Belmont Junction NH                            | Belmont Junction NH                            |
| Abzweig geradeaus und ehemals nach rechts |                      | nach Belmont                                   | nach Belmont                                   |
| Brücke über Wasserlauf |                      | Winnipesaukee River                            | Winnipesaukee River                            |
| ehemaliger Bahnhof | 35,18                | Lochmere NH (früher Union Bridge, East Tilton) | Lochmere NH (früher Union Bridge, East Tilton) |
| Brücke über Wasserlauf |                      | Lake Winnisquam                                | Lake Winnisquam                                |
| ehemaliger Bahnhof | 39,73                | Winnisquam NH                                  | Winnisquam NH                                  |
| Brücke über Wasserlauf |                      | Winnipesaukee River                            | Winnipesaukee River                            |
| Bahnhof | 44,40                | Laconia NH (früher Meredith Bridge)            | Laconia NH (früher Meredith Bridge)            |
| Brücke über Wasserlauf |                      | Winnipesaukee River                            | Winnipesaukee River                            |
| Bahnhof | 46,74                | Lakeport NH (früher Lake Village)              | Lakeport NH (früher Lake Village)              |
| Abzweig geradeaus und ehemals nach rechts |                      | nach Alton Bay                                 | nach Alton Bay                                 |
| Brücke über Wasserlauf |                      | Winnipesaukee River                            | Winnipesaukee River                            |
| Brücke über Wasserlauf |                      | Pickerel Cove                                  | Pickerel Cove                                  |
| Brücke über Wasserlauf |                      | Moultons Cove                                  | Moultons Cove                                  |
| Kreuzung geradeaus unten (Querstrecke außer Betrieb) |                      | Straßenbahn Laconia (Endicott Street)          | Straßenbahn Laconia (Endicott Street)          |
| Bahnhof | 54,35                | Weirs Beach NH (früher Weirs)                  | Weirs Beach NH (früher Weirs)                  |
| Brücke über Wasserlauf |                      | Maiden Lady Cove                               | Maiden Lady Cove                               |
| Bahnhof | 60,67                | Meredith NH (früher Meredith Village)          | Meredith NH (früher Meredith Village)          |
| ehemaliger Haltepunkt / Haltestelle | ?                    | New Hampton NH (früher Foggs Road)             | New Hampton NH (früher Foggs Road)             |
| ehemaliger Bahnhof | 66,08                | Winona NH                                      | Winona NH                                      |
| Bahnhof | 73,68                | Ashland NH (früher Holderness)                 | Ashland NH (früher Holderness)                 |
| Brücke über Wasserlauf |                      | Pemigewasset River                             | Pemigewasset River                             |
| ehemaliger Haltepunkt / Haltestelle | 77,01                | Bridgewater NH                                 | Bridgewater NH                                 |
| Bahnhof | 82,49                | Plymouth NH                                    | Plymouth NH                                    |
| Abzweig ehemals geradeaus und nach rechts |                      | nach Lincoln                                   | nach Lincoln                                   |
| Brücke über Wasserlauf (Strecke außer Betrieb) |                      | Baker River                                    | Baker River                                    |
| Haltepunkt / Haltestelle (Strecke außer Betrieb) | ?                    | West Plymouth NH                               | West Plymouth NH                               |
| Haltepunkt / Haltestelle (Strecke außer Betrieb) | 91,09                | Quincy NH                                      | Quincy NH                                      |
| Brücke über Wasserlauf (Strecke außer Betrieb) |                      | Baker River                                    | Baker River                                    |
| Bahnhof (Strecke außer Betrieb) | 94,89                | Rumney NH                                      | Rumney NH                                      |
| Bahnhof (Strecke außer Betrieb) | 99,84                | West Rumney NH (früher Swainboro)              | West Rumney NH (früher Swainboro)              |
| Brücke über Wasserlauf (Strecke außer Betrieb) |                      | Baker River                                    | Baker River                                    |
| Bahnhof (Strecke außer Betrieb) | 107,58               | Wentworth NH                                   | Wentworth NH                                   |
| Brücke über Wasserlauf (Strecke außer Betrieb) |                      | Baker River                                    | Baker River                                    |
| Bahnhof (Strecke außer Betrieb) | 113,67               | Warren NH                                      | Warren NH                                      |
| Bahnhof (Strecke außer Betrieb) | 121,41               | Glencliff NH (früher Warren Summit)            | Glencliff NH (früher Warren Summit)            |
| Bahnhof (Strecke außer Betrieb) | 129,20               | Oliverian (früher East Haverhill NH)           | Oliverian (früher East Haverhill NH)           |
| Bahnhof (Strecke außer Betrieb) | 132,48               | Pike NH                                        | Pike NH                                        |
| Bahnhof (Strecke außer Betrieb) | 136,78               | Haverhill NH (früher Haverhill&Newbury)        | Haverhill NH (früher Haverhill&Newbury)        |
| Bahnhof (Strecke außer Betrieb) | 142,49               | Blackmount NH (früher North Haverhill)         | Blackmount NH (früher North Haverhill)         |
| Haltepunkt / Haltestelle (Strecke außer Betrieb) | 146,13               | Horse Meadow NH                                | Horse Meadow NH                                |
| Abzweig geradeaus, nach rechts und von rechts (Strecke außer Betrieb) |                      | von Groveton                                   | von Groveton                                   |
| Betriebs-/Güterbahnhof Strecke bis hier außer Betrieb | 150,63               | Woodsville NH                                  | Woodsville NH                                  |
| Brücke über Wasserlauf |                      | Connecticut River                              | Connecticut River                              |
| Abzweig ehemals geradeaus und nach links |                      | Verbindung nach White River Junction           | Verbindung nach White River Junction           |
| Bahnhof (Strecke außer Betrieb) | 151,18               | Wells River VT (Keilbahnhof)                   | Wells River VT (Keilbahnhof)                   |
| Abzweig ehemals geradeaus und von links |                      | von White River Junction                       | von White River Junction                       |
| Abzweig geradeaus und ehemals nach links |                      | nach Montpelier                                | nach Montpelier                                |
| Strecke |                      | nach Lennoxville                               | nach Lennoxville                               |

Die Bahnstrecke Concord–Wells River ist eine Eisenbahnverbindung in New Hampshire und Vermont (Vereinigte Staaten). Sie ist rund 151 Kilometer lang und verbindet die Städte und Orte Concord, Tilton, Laconia, Meredith, Woodsville und Wells River. Der Abschnitt von Concord nach Plymouth gehört dem Bundesstaat New Hampshire und wird durch die New England Southern Railroad von Concord bis East Tilton im Güterverkehr betrieben. Die Winnipesaukee Scenic Railroad führt touristische Fahrten zwischen Tilton und Plymouth durch. Der Abschnitt von Woodsville nach Wells River (ca. 500 Meter) ist noch nicht offiziell stillgelegt und gehört den Pan Am Railways. Der Verkehr ruht jedoch.

## Geschichte
Nachdem 1842 die Bahnstrecke Nashua–Concord fertiggestellt wurde, bemühte man sich um eine Verlängerung nach Kanada. 1844 wurde hierzu die Boston, Concord and Montreal Railroad gegründet, die jedoch erst Ende der 1840er Jahre Geld für den Bahnbau beschaffen konnte. Im Mai 1848 ging der erste Abschnitt bis Sanbornton Bridge (später Tilton) in Betrieb. Im Oktober 1848 folgte der Abschnitt bis Lake Village (später Lakeport), im März 1849 war Meredith Village erreicht, Anfang 1850 Plymouth und im Februar 1851 Warren. Der restliche Abschnitt bis Wells River ging erst im Mai 1853 in Betrieb.
Ab 1884 führte die Boston and Lowell Railroad den Betrieb, gefolgt von der Boston and Maine Railroad drei Jahre später. Wiederum zwei Jahre später fusionierte jedoch die Boston, Concord&Montreal mit anderen Gesellschaften zur Concord and Montreal Railroad, die nun die Betriebsführung übernahm. Diese wurde jedoch 1895 durch die Boston&Maine aufgekauft und die Strecke stand wieder unter der Verwaltung dieser Bahn. Nur wenige Fernzüge verkehrten über die Bahnstrecke, darunter jedoch ab Anfang der 1930er Jahre der Alouette (Boston–Montreal). 
Am 31. Oktober 1954 wurde der Gesamtverkehr zwischen Plymouth und Blackmount jedoch eingestellt und der Abschnitt stillgelegt, und der Alouette verkehrte wieder, wie bereits in den 1920er Jahren, über White River Junction. Gleichzeitig endete auch zwischen Blackmount und Woodsville der Personenverkehr. 1959 wurde auch zwischen Laconia und Plymouth der Personenverkehr eingestellt. Am 2. Dezember 1961 verkehrten letztmals Personenzüge zwischen Wells River und Woodsville (und weiter über die White Mountains nach Berlin). 1965 kam dann auch auf dem restlichen Abschnitt das Aus für Fahrgäste. 
Der Güterverkehr zwischen Meredith und Plymouth endete im Sommer 1973 nach einem Hochwasser, die Strecke wurde jedoch nicht stillgelegt. Der Bundesstaat erwarb den Abschnitt von ca. 2,5 Kilometern nördlich von Concord bis Plymouth am 30. Oktober 1975 und suchte nach einem Pächter. Den Abschnitt bis Meredith benutzte die Boston&Maine weiterhin im regulären Güterverkehr. Zunächst pachtete 1976 die Wolfeboro Railroad die Strecke, um den Güterverkehr und touristischen Verkehr zu betreiben. Bereits ein Jahr darauf wurde dieser Vertrag wieder gelöst. Die Goodwin Railroad pachtete nun die Bahn und betrieb sie bis 1981. Im September 1982 schließlich übernahm die New England Southern Railroad den Güterverkehr zwischen Concord und East Tilton. 
Den Ausflugsverkehr zwischen Lakeport und Meredith führte von 1984 bis 1990 die Winnipesaukee Railroad, von 1991 bis 1994 die Winnipesaukee and Pemigewasset Valley Railroad und seit 1995 die Winnipesaukee Scenic Railroad, die in Besitz der Hobo Railroad ist. Entlang der gesamten Strecke wurden seither mehrere Bahnübergänge und Brücken erneuert und auf längeren Abschnitten die Schwellen ersetzt. Inzwischen verkehren einige Ausflugszüge zwischen dem Eisenbahnmuseum in Tilton und Plymouth fast über die gesamte noch bestehende Strecke.
Der Abschnitt Blackmount–Woodsville wurde 1981 stillgelegt. Die rund 500 Meter Strecke zwischen Wells River und Woodsville gehören seit 1983 der Guilford Transportation, die seit 2006 unter dem Namen Pan Am Railways firmiert. Der Verkehr auf dem Abschnitt ruht jedoch bereits seit den 1990er Jahren.

## Streckenbeschreibung
Die Strecke beginnt in Concord und stellt die nördliche Fortsetzung der Bahnstrecke Nashua–Concord dar. Sie überquert zunächst den Merrimack River und führt an dessen Ostufer nordwärts aus der Stadt hinaus. Die Bahn verläuft direkt neben der Interstate 93, bei deren Bau im Bereich von Autobahnabfahrten die Trasse teilweise verschwenkt werden musste. Einige Kilometer weiter verlässt die Bahn das Tal des Merrimack und führt über einen Höhenzug nach Tilton. Kurz vor dem Bahnhof von Tilton mündet von Westen her die Bahnstrecke Tilton–Franklin Junction ein. Hier befindet sich heute ein kleines Eisenbahnmuseum mit ausgestellten Waggons und auch die Abfahrtsstelle der gelegentlichen Ausflugszüge der Winnipesaukee Scenic Railroad nach Plymouth und weiter nach Lincoln. 
Nach dem früheren Bahnhof Tilton überquert die Bahnstrecke dreimal den Winnipesaukee River und führt weiter nordostwärts. Auf dem folgenden Abschnitt durchquert die Strecke eine Seenplatte. Zunächst am Silver Lake vorbei verläuft die Bahn auf einigen Kilometern am Ostufer des Lake Winnisquam. Durch das Stadtgebiet von Laconia hindurch erreicht sie die Opechee Bay, die Paugus Bay und die Meredith Bay, drei große Buchten des Lake Winnipesaukee, an deren Küste sie weiter nordwärts führt. Nach dem Bahnhof Meredith biegt die Strecke nach Westen ab und verläuft am Südufer des Lake Waukewan sowie entlang des Winona Lake bis nach Ashland, wo sie das Tal des Pemigewasset River erreicht. Diesen Fluss überquert sie und folgt ihm nach Norden bis Plymouth. Hier teilt sich die Strecke. Heute ist nur noch die hier abzweigende Bahnstrecke Plymouth–Lincoln erhalten, die Strecke nach Wells River ist ab hier abgebaut.
Nach der Abzweigstelle überquert die Strecke den Baker River und biegt nach Westen ab, um entlang dieses Flusses nach Rumney zu führen. Ab Wentworth benutzt heute die Staatsstraße NH-25 Teile der ehemaligen Bahntrasse. Bei Haverhill biegt die Bahnstrecke nach Norden ab und verläuft nun parallel zum Connecticut River. In Woodsville befand sich ein Gleisdreieck, über das die Bahnstrecke Woodsville–Groveton in die White Mountains abzweigte. Kurz nach dem Bahnhof überquert die Bahn den Connecticut und erreicht direkt darauf den Kreuzungsbahnhof Wells River. Die Gleise sind in diesem Bereich noch vorhanden, werden jedoch bereits seit den 1990er Jahren nicht mehr regelmäßig befahren. In Wells River geht die Trasse in die stillgelegte Bahnstrecke Montpelier–Wells River über.